# Olympische Sommerspiele 1928
| Medaillenspiegel               | Medaillenspiegel   | Medaillenspiegel | Medaillenspiegel | Medaillenspiegel | Medaillenspiegel |
| Platz                          | Land               | G                | S                | B                | Ges.             |
| ------------------------------ | ------------------ | ---------------- | ---------------- | ---------------- | ---------------- |
| 1                              | Vereinigte Staaten | 22               | 18               | 16               | 56               |
| 2                              | Deutsches Reich    | 10               | 7                | 14               | 31               |
| 3                              | Finnland           | 8                | 8                | 9                | 25               |
| 4                              | Schweden           | 7                | 6                | 12               | 25               |
| 5                              | Königreich Italien | 7                | 5                | 7                | 19               |
| 6                              | Schweiz            | 7                | 4                | 4                | 15               |
| 7                              | Frankreich         | 6                | 10               | 5                | 21               |
| 8                              | Niederlande        | 6                | 9                | 4                | 19               |
| 9                              | Ungarn             | 4                | 5                | -                | 9                |
| 10                             | Kanada             | 4                | 4                | 7                | 15               |
| …                              | …                  | …                | …                | …                | …                |
| 19                             | Österreich         | 2                | -                | 1                | 3                |
| Vollständiger Medaillenspiegel |                    |                  |                  |                  |                  |

Die Olympischen Sommerspiele 1928 (offiziell Spiele der IX. Olympiade genannt) fanden im Amsterdamer Stadtteil Stadionbuurt in den Niederlanden statt. Die einzige andere Kandidatenstadt war Los Angeles (USA), das vier Jahre später die Olympischen Sommerspiele ausrichtete.

## Höhepunkte

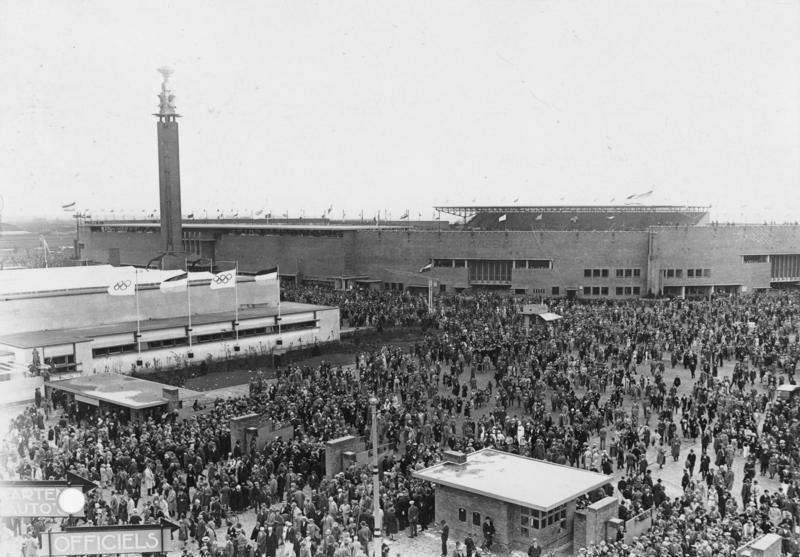
Blick auf das Olympische Stadion während der Eröffnungsfeier

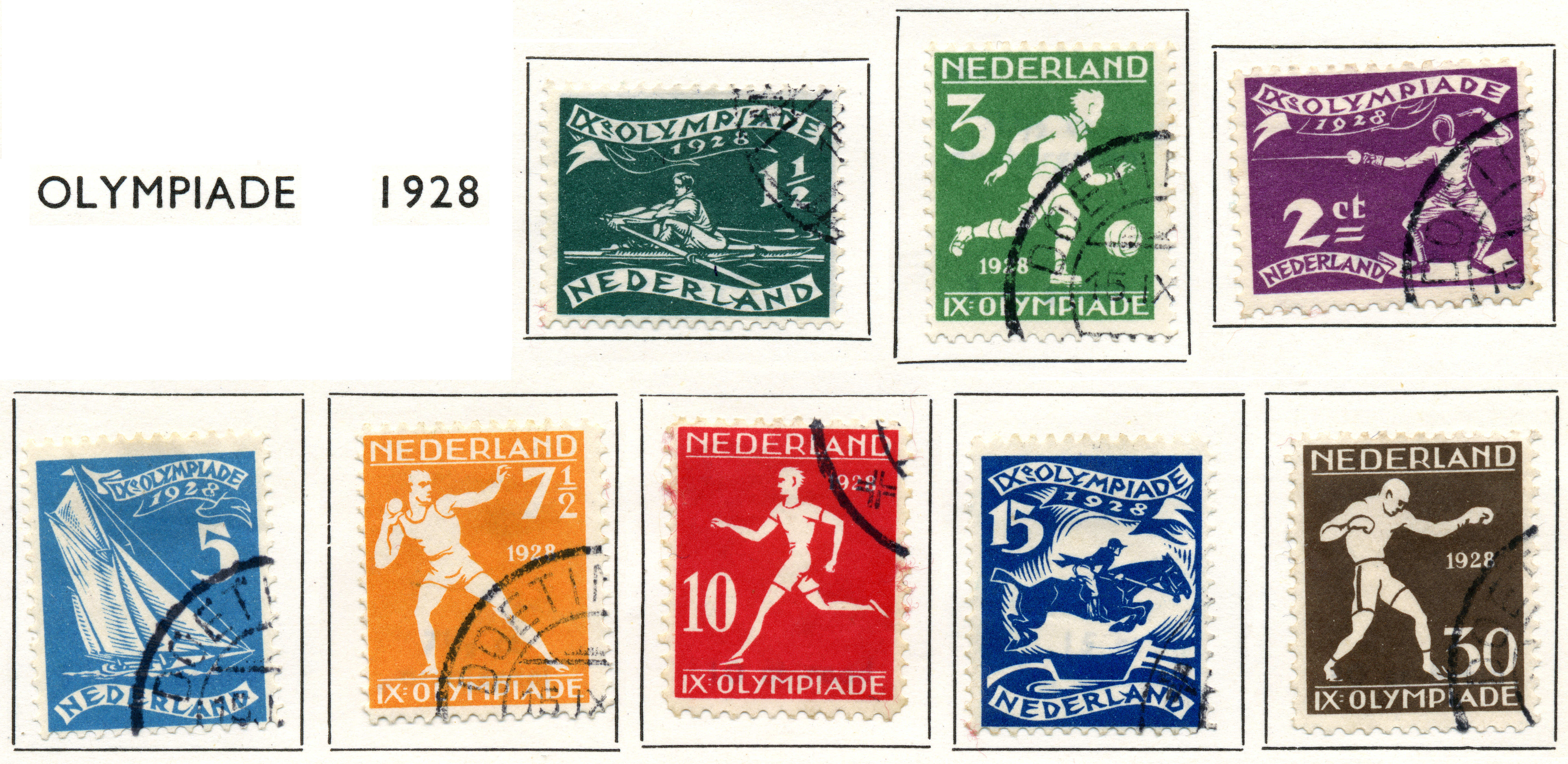
Niederländische Briefmarken (1928)

- Hauptaustragungsort war das Olympische Stadion des niederländischen Architekten Jan Wils im Stil der Amsterdamer Schule.
- Zum ersten Mal wurde das olympische Feuer entzündet; ebenfalls erstmals stiegen Tauben auf.
- Bei der Eröffnungszeremonie am 28. Juli[1] wurde der Einmarsch der Sportler von Griechenland angeführt und vom Team der Niederlande beendet. Diese Reihenfolge, Griechenland am Anfang und die gastgebende Nation am Ende, wurde Bestandteil des olympischen Protokolls.
- Offiziell eröffnet wurden die Spiele durch den niederländischen Prinzen Heinrich zu Mecklenburg. Den Athleteneid sprach der niederländische Fußballer Harry Dénis.
- Deutschland durfte nach dem Ende des Ersten Weltkrieges erstmals wieder teilnehmen.
- Deutschland konnte durch den Sieg der Wasserballer erstmals Gold in einer olympischen Mannschaftssportart erringen.

## Herausragende Sportler
- Johnny Weissmüller, der später als Tarzan-Darsteller in Hollywood Karriere machte, gewann zwei Goldmedaillen im Schwimmen.
- Paavo Nurmi holte sich seine letzten drei Medaillen von insgesamt zwölf.

## Erwähnenswertes
- Erstmals Frauenwettbewerbe in der Leichtathletik (100 m, 800 m, 4 × 100-m-Staffel, Hochsprung, Diskuswurf). Daran nahmen 101 Sportlerinnen aus 18 Nationen teil, die größten Mannschaften stellten die USA mit 17 und Deutschland mit 16 Sportlerinnen.
- In den Jahren zwischen 1912 und 1948 wurden bei sieben Olympischen Spielen auch Medaillen für künstlerische Leistungen auf 18 Gebieten vergeben. 1928 gab es folgende prämierte Kunstwettbewerbe: Architektonische Entwürfe, Städtebauliche Entwürfe, Bildhauerkunst/Plastiken, Medaillen und Plaketten, Malerei und Grafik, Zeichnungen und Aquarelle, sonstige graphische Kunst, Literatur/Dichtung jeder Art, Lyrische Werke und Musik (mit den Unterteilungen in Musik jeder Art, Gesangskompositionen, Kompositionen für ein Instrument und Kompositionen für Orchester).
- Ibrahim Moustafa war der erste Ägypter, der eine Goldmedaille gewann (griechisch-römisches Ringen).
- Die Italienerin Luigina Giavotti war die jüngste Medaillengewinnerin; sie gewann mit der Turnmannschaft Silber im Alter von 11 Jahren und 302 Tagen.
- Zum ersten Mal waren die Rundfunkrechte exklusiv verkauft worden. Die niederländische Agentur Vaz Dias hatte sich die Rechte gesichert. Aus Kostengründen konnten sich die deutschen Sender keine Liveübertragung (als Subunternehmer) leisten. 1936 diente dies als Präzedenzfall, durch den die exklusive Verwertung der Rechte durch das Reichsministerium für Volksaufklärung und Propaganda legitim war.[3]

## Wettkampfprogramm
Die Fußball- und die Hockeyspiele wurden von Mai bis Juni ausgetragen. Alle weiteren Wettbewerbe fanden von 28. Juli bis 12. August statt. Es wurden 109 Wettbewerbe (92 für Männer, 14 für Frauen und 3 offene Wettbewerbe) in 14 Sportarten/20 Disziplinen ausgetragen. Das waren 17 Wettbewerbe und 3 Sportarten/3 Disziplinen weniger als in Paris 1924. Nachfolgend die Änderungen im Detail:
- Hockey war nach einer Pause in Paris 1924 wieder olympisch.
- Debüt der Frauen in der Leichtathletik mit 100 m, 800 m, 4 × 100-m-Staffel, Hochsprung und Diskuswurf – bei den Männern entfielen 10.000-m-Gehen, 3000-m-Mannschaftslauf, Crosslauf, Crosslauf-Mannschaft und der Fünfkampf.
- Polo wurde aus dem Programm genommen.
- Im Bahnradsport wurde das Zeitfahren der Männer hinzugefügt – 50 km der Männer entfiel. Beim Straßenradsport ersetzte das Straßenrennen das Einzelzeitfahren der Männer.
- In der Dressur wurde die Mannschaftswertung für die Männer hinzugefügt.
- Rugby Union (eine Rugbyvariante) wurde aus dem olympischen Programm genommen.
- Schießen (10 Wettkämpfe) fehlte in Amsterdam 1928.
- Im Wasserspringen entfiel das Turmspringen einfach der Männer.
- Beim Segeln ersetzte die offene Klasse 12-Fuß-Jolle die Monotyp 1924 Klasse.
- Tennis (5 Wettkämpfe) wurde aus dem olympischen Programm genommen.
- Debüt der Frauen im Gerätturnen mit dem Mannschaftsmehrkampf. Bei den Männern entfielen Seitpferdsprung und Tauhangeln.

### Olympische Sportarten/Disziplinen
- Boxen Gesamt (8) = Männer (8)
- Fechten Gesamt (7) = Männer (6)/Frauen (1)
- Fußball Gesamt (1) = Männer (1)
- Gewichtheben Gesamt (5) = Männer (5)
- Hockey Gesamt (1) = Männer (1)
- Leichtathletik Gesamt (27) = Männer (22)/Frauen (5)
- Moderner Fünfkampf Gesamt (1) = Männer (1)
- Radsport
  -  Bahn Gesamt (4) = Männer (4)
  -  Straße Gesamt (2) = Männer (2)
- Reiten
  -  Dressur Gesamt (2) = Männer (2)
  -  Springen Gesamt (2) = Männer (2)
  -  Vielseitigkeit Gesamt (2) = Männer (2)
- Ringen
  -  Freistil Gesamt (7) = Männer (7)
  -  Griechisch-römisch Gesamt (6) = Männer (6)
- Rudern Gesamt (7) = Männer (7)
- Schwimmsport
  -  Schwimmen Gesamt (11) = Männer (6)/Frauen (5)
  -  Wasserball Gesamt (1) = Männer (1)
  -  Wasserspringen Gesamt (4) = Männer (2)/Frauen (2)
- Segeln Gesamt (3) = Offen (3)
- Turnen Gesamt (8) = Männer (7)/Frauen (1)

Anzahl der Wettkämpfe in Klammern

### Zeitplan

#### Mai/Juni
| Zeitplan       | Zeitplan       | Zeitplan | Zeitplan | Zeitplan | Zeitplan | Zeitplan | Zeitplan | Zeitplan | Zeitplan | Zeitplan | Zeitplan | Zeitplan | Zeitplan | Zeitplan | Zeitplan | Zeitplan | Zeitplan | Zeitplan | Zeitplan | Zeitplan | Zeitplan | Zeitplan | Zeitplan | Zeitplan | Zeitplan | Zeitplan | Zeitplan | Zeitplan | Zeitplan | Zeitplan           |  |
| Disziplin      | Disziplin      | Do. 17.  | Fr. 18.  | Sa. 19.  | So. 20.  | Mo. 21.  | Di. 22.  | Mi. 23.  | Do. 24.  | Fr. 25.  | Sa. 26.  | So. 27.  | Mo. 28.  | Di. 29.  | Mi. 30.  | Do. 31.  | Fr. 1.   | Sa. 2.   | So. 3.   | Mo. 4.   | Di. 5.   | Mi. 6.   | Do. 7.   | Fr. 8.   | Sa. 9.   | So. 10.  | Mo. 11.  | Di. 12.  | Mi. 13.  | Ent- schei- dungen |  |
| Disziplin      | Disziplin      | Mai      | Mai      | Mai      | Mai      | Mai      | Mai      | Mai      | Mai      | Mai      | Mai      | Mai      | Mai      | Mai      | Mai      | Mai      | Juni     | Juni     | Juni     | Juni     | Juni     | Juni     | Juni     | Juni     | Juni     | Juni     | Juni     | Juni     | Juni     | Ent- schei- dungen |  |
| -------------- | -------------- | -------- | -------- | -------- | -------- | -------- | -------- | -------- | -------- | -------- | -------- | -------- | -------- | -------- | -------- | -------- | -------- | -------- | -------- | -------- | -------- | -------- | -------- | -------- | -------- | -------- | -------- | -------- | -------- | ------------------ |  |
| Hockey         | Hockey         |          |          |          |          |          |          |          |          |          | 1        |          |          |          |          |          |          |          |          |          |          |          |          |          |          |          |          |          |          | 1                  |  |
| Fußball        | Fußball        |          |          |          |          |          |          |          |          |          |          |          |          |          |          |          |          |          |          |          |          |          |          |          |          |          |          |          | 1        | 1                  |  |
| Entscheidungen | Entscheidungen |          |          |          |          |          |          |          |          |          | 1        |          |          |          |          |          |          |          |          |          |          |          |          |          |          |          |          |          | 1        | 2                  |  |
|                |                | Do. 17.  | Fr. 18.  | Sa. 19.  | So. 20.  | Mo. 21.  | Di. 22.  | Mi. 23.  | Do. 24.  | Fr. 25.  | Sa. 26.  | So. 27.  | Mo. 28.  | Di. 29.  | Mi. 30.  | Do. 31.  | Fr. 1.   | Sa. 2.   | So. 3.   | Mo. 4.   | Di. 5.   | Mi. 6.   | Do. 7.   | Fr. 8.   | Sa. 9.   | So. 10.  | Mo. 11.  | Di. 12.  | Mi. 13.  |                    |  |
| Mai            | Mai            | Mai      | Mai      | Mai      | Mai      | Mai      | Mai      | Mai      | Mai      | Mai      | Mai      | Mai      | Mai      | Mai      | Juni     | Juni     | Juni     | Juni     | Juni     | Juni     | Juni     | Juni     | Juni     | Juni     | Juni     | Juni     | Juni     |          |          |                    |  |

#### Juli/August
| Zeitplan                  | Zeitplan           | Zeitplan | Zeitplan | Zeitplan | Zeitplan | Zeitplan | Zeitplan | Zeitplan | Zeitplan | Zeitplan | Zeitplan | Zeitplan | Zeitplan | Zeitplan | Zeitplan | Zeitplan | Zeitplan | Zeitplan           |  |
| Disziplin                 | Disziplin          | Mo. 28.  | Di. 29.  | Mi. 30.  | Do. 31.  | Fr. 1.   | Sa. 2.   | So. 3.   | Mo. 4.   | Di. 5.   | Mi. 6.   | Do. 7.   | Fr. 8.   | Sa. 9.   | So. 10.  | Mo. 11.  | Di. 12.  | Ent- schei- dungen |  |
| Disziplin                 | Disziplin          | Juli     | Juli     | Juli     | Juli     | August   | August   | August   | August   | August   | August   | August   | August   | August   | August   | August   | August   | Ent- schei- dungen |  |
| ------------------------- | ------------------ | -------- | -------- | -------- | -------- | -------- | -------- | -------- | -------- | -------- | -------- | -------- | -------- | -------- | -------- | -------- | -------- | ------------------ |  |
| Eröffnungsfeier           |                    |          |          |          |          |          |          |          |          |          |          |          |          |          |          |          |          |                    |  |
| Boxen                     | Boxen              |          |          |          |          |          |          |          |          |          |          |          |          |          |          | 8        |          | 8                  |  |
| Fechten                   | Fechten            |          |          | 1        |          | 2        |          |          |          | 1        |          | 1        |          | 1        |          | 1        |          | 7                  |  |
| Gewichtheben              | Gewichtheben       |          | 5        |          |          |          |          |          |          |          |          |          |          |          |          |          |          | 5                  |  |
| Leichtathletik            | Leichtathletik     |          | 3        | 3        | 4        | 4        | 4        | 2        | 2        | 5        |          |          |          |          |          |          |          | 27                 |  |
| Moderner Fünfkampf        | Moderner Fünfkampf |          |          |          |          |          |          |          | 1        |          |          |          |          |          |          |          |          | 1                  |  |
| Radsport                  | Bahn               |          |          |          |          |          |          |          |          | 1        | 3        |          |          |          |          |          |          | 4                  |  |
| Radsport                  | Straße             |          |          |          |          |          |          |          |          |          |          | 2        |          |          |          |          |          | 2                  |  |
| Reitsport                 | Dressur            |          |          |          |          |          |          |          |          |          |          |          |          |          |          | 2        |          | 2                  |  |
| Reitsport                 | Springen           |          |          |          |          |          |          |          |          |          |          |          |          |          |          |          | 2        | 2                  |  |
| Reitsport                 | Vielseitigkeit     |          |          |          |          |          |          |          |          |          |          |          |          |          |          | 2        |          | 2                  |  |
| Ringen                    | Freistil           |          |          |          |          | 7        |          |          |          |          |          |          |          |          |          |          |          | 7                  |  |
| Ringen                    | Griech.-röm.       |          |          |          |          |          |          |          |          | 6        |          |          |          |          |          |          |          | 6                  |  |
| Rudern                    | Rudern             |          |          |          |          |          |          |          |          |          |          |          |          |          | 7        |          |          | 7                  |  |
| Schwimmsport              | Schwimmen          |          |          |          |          |          |          |          |          |          | 2        |          | 1        | 4        |          | 4        |          | 11                 |  |
| Schwimmsport              | Wasserball 1       |          |          |          |          |          |          |          |          |          |          |          |          |          | 1        | B        |          | 1                  |  |
| Schwimmsport              | Wasserspringen     |          |          |          |          |          |          |          |          |          |          |          | 1        | 1        |          | 2        |          | 4                  |  |
| Segeln                    | Segeln             |          |          |          |          |          |          |          |          |          |          |          | 1        | 2        |          |          |          | 3                  |  |
| Turnen                    | Turnen             |          |          |          |          |          |          |          |          |          |          |          | 2        | 3        | 3        |          |          | 8                  |  |
| Schlussfeier              |                    |          |          |          |          |          |          |          |          |          |          |          |          |          |          |          |          |                    |  |
| Demonstrationswettbewerbe |                    |          |          |          |          |          |          |          |          |          |          |          |          |          |          |          |          |                    |  |
| Kaatsen                   |                    |          |          |          |          |          |          |          |          |          |          |          |          |          |          |          |          |                    |  |
| Korfball                  |                    |          |          |          |          |          |          |          |          |          |          |          |          |          |          |          |          |                    |  |
| Lacrosse                  |                    |          |          |          |          |          |          |          |          |          |          |          |          |          |          |          |          |                    |  |
| Entscheidungen            | Entscheidungen     |          | 8        | 4        | 4        | 13       | 4        | 2        | 3        | 13       | 5        | 3        | 5        | 11       | 11       | 19       | 2        | 107                |  |
|                           |                    | Mo. 28.  | Di. 29.  | Mi. 30.  | Do. 31.  | Fr. 1.   | Sa. 2.   | So. 3.   | Mo. 4.   | Di. 5.   | Mi. 6.   | Do. 7.   | Fr. 8.   | Sa. 9.   | So. 10.  | Mo. 11.  | Di. 12.  |                    |  |
| Juli                      | Juli               | Juli     | Juli     | August   | August   | August   | August   | August   | August   | August   | August   | August   | August   | August   | August   |          |          |                    |  |

Farblegende

Weiterhin wurden 13 Kunstwettbewerbe ausgetragen. Demonstrationssportarten waren Kaatsen (Jeu de Paume), Korfball und Lacrosse.

## Teilnehmer

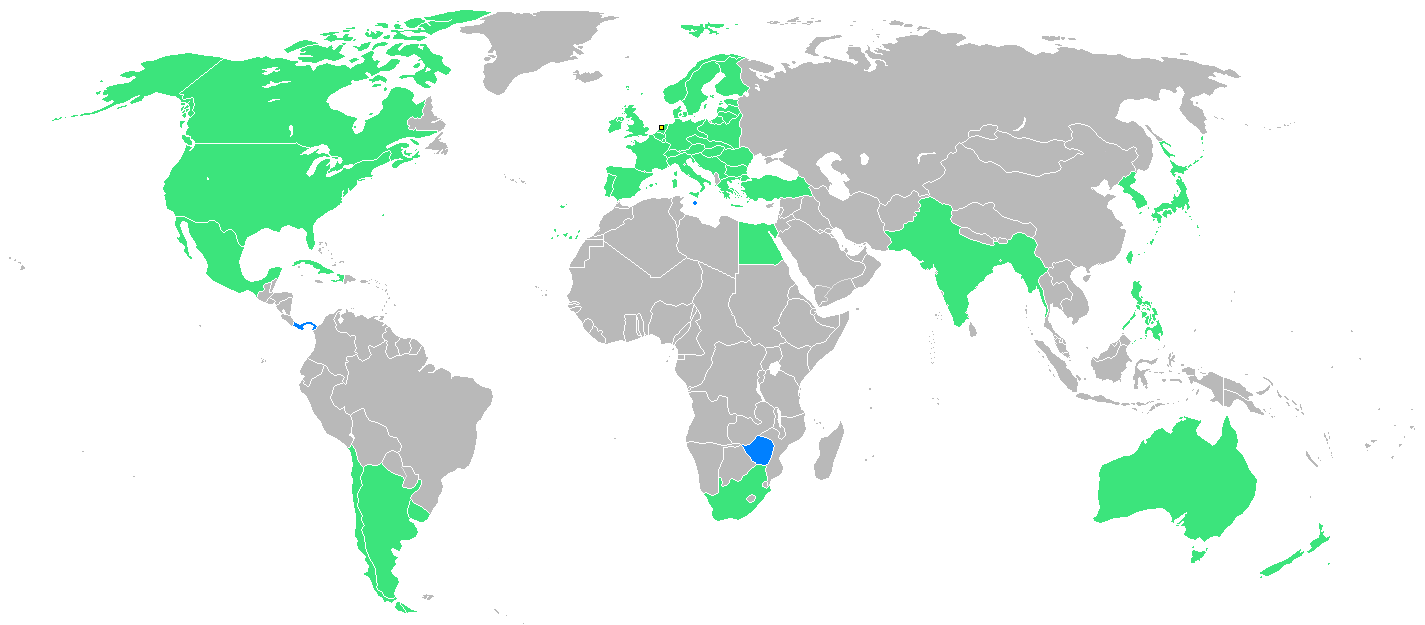
Teilnehmende Nationen

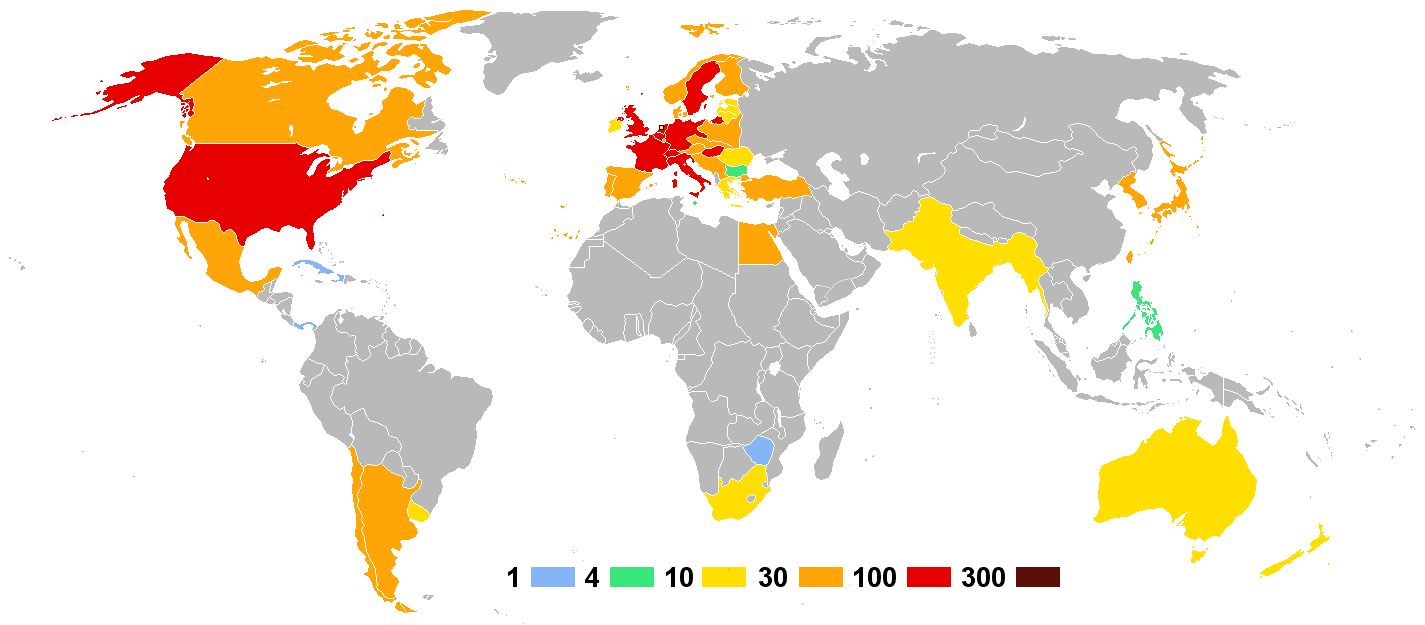
Mannschaftsstärke

Insgesamt nahmen 46 Nationen an den Olympischen Sommerspielen 1928 teil. Deutschland durfte erstmals seit den Olympischen Sommerspielen 1912 in Stockholm wieder teilnehmen. Für Malta, Panama und Rhodesien war es die erste Teilnahme überhaupt.
| Europa (2.565 Athleten aus 29 Nationen) | Europa (2.565 Athleten aus 29 Nationen) | Europa (2.565 Athleten aus 29 Nationen) |
| --- | --- | --- |
| - Belgien (186) - Bulgarien (5) - Dänemark (91) - Deutsches Reich (296) - Estland (20) - Finnland (69) - Frankreich (255) - Griechenland (23) - Großbritannien (232) - Irland (27) | - Italien (174) - Jugoslawien (34) - Lettland (15) - Litauen (12) - Luxemburg (46) - Malta* (9) - Monaco (7) - Niederlande (264) - Norwegen (52) - Österreich (73) | - Polen (93) - Portugal (31) - Rumänien (29) - Schweden (100) - Schweiz (133) - Spanien (80) - Tschechoslowakei (70) - Türkei (31) - Ungarn (109) |
| Amerika (524 Athleten aus 9 Nationen) | | |
| - Argentinien (81) - Chile (38) - Haiti (2) | - Kanada (69) - Kuba (1) - Mexiko (30) | - Panama* (1) - Uruguay (22) - Vereinigte Staaten (280)                                                                                           |
| Asien (68 Athleten aus 3 Nationen) | | |
| - Britisch-Indien (21) | - Japan (43) | - Philippinen (4) |
| Afrika (58 Athleten aus 3 Nationen) | | |
| - Ägypten (32) | - Rhodesien* (2) | - Südafrikanische Union (24) |
| Ozeanien (28 Athleten aus 2 Nationen) | | |
| - Australien (18) | - Neuseeland (10) | |
| (Anzahl der Athleten) *erstmalige Teilnahme an Olympischen Sommerspielen | | |